# 静岡県立静岡東高等学校
静岡県立静岡東高等学校（しずおかけんりつ しずおかひがしこうとうがっこう）は、静岡市葵区川合三丁目にある県立高等学校。1963年（昭和38年）創立。

## 設置学科
- 普通科

## 概要
高度経済成長期の高校進学者数の増加に伴い、1963年（昭和38年）に設置された。旧静岡市の東方に位置していることが校名の由来である。旧清水市との合併（現在の清水区）によって静岡市の東ではなくなったが、旧静岡市域で単に「東高（ひがしこう）」といえば同校のことをいう。生徒の総称は「東陵健児（とうりょうけんじ）」。

### 校歌
作詞：谷川俊太郎、作曲：林光

### 校章
黎明にかがやく暁の明星にかたどったものである

## 沿革

### 経緯
高度経済成長期の高校進学者数の増加に伴い、1963年（昭和38年）に設置された。

### 年表
- 1963年 - 静岡県議会にて静岡県立静岡東高等学校設置を議決
  - 同年、設立準備委員会を開催（於静岡高校）、校章制定、設置、開校（1学年7学級、当時の住所表記：静岡市川合757番地）
- 1964年 - 別館工事竣工
- 1965年 - 本館工事竣工、校歌および校旗の制定
- 1966年 - 正門完成、体育館兼講堂竣工、欅植樹（前庭）、校舎落成
- 1967年 - 東龍館道場開き、プール竣工（50m×8コース）
- 1972年 - 創立10周年記念式典挙行
- 1974年 - 弓道場完成
- 1977年 - 65分授業開始、前後期制カリキュラム発足
- 1979年 - 欅寮完成
- 1981年 - 新館完成、創立20周年記念式典挙行
- 1992年 - 創立30周年記念式典挙行
- 1998年 - 新体育館落成式、正門移転新設及び学校周辺環境整備完了、2学期制を導入
- 1999年 - 大規模補修工事完了
- 2001年 - 静岡県立大学と大学授業受入に関する協定を、静岡大学と同大学の教育学部公開講座に関する協定を締結
- 2002年 - 創立40周年記念式典挙行
- 2006年 ‐ 野球部が創部初の高校野球県大会ベスト8となる

## 教育方針

### 生徒の実行目標
- 「自分に負けるな」

### 教育方針
- 「学業と人間形成の両面において生徒一人ひとりを大切に育てる

#### 教育重点目標
「学業と人間形成の両面において、生徒一人ひとりを大切に育てる」という教育方針のもと、「人生を主体的に切り拓き、高い志を持って社会に貢献する人材」を育成する 
。
1. 生徒・保護者・地域から「生徒を伸ばす進学校」として常に信頼される学校
2. グローバルな視野を持って地域社会や国際社会の発展に貢献できる人材の育成
3. 健全な心身と豊かな人間性の育成

## 生徒会活動・部活動など
同高校は野球、サッカー、応援団リーダー部をはじめとした運動部や、マンドリン、吹奏楽、演劇、百人一首といった文化部があり、顕著な成績を残す部活も少なくない。なお、部活動には全員強制加入である。それ故、学業が疎かになる生徒もいる。生徒会の活動も活発である。
| - 男子バレー - 女子バレー - 男子バスケット - 女子バスケット - 男子テニス - 女子テニス - 男子ソフトテニス - 女子ソフトテニス - ハンドボール - サッカー - 野球 - 卓球 - 水泳 - 陸上 - 剣道 - 弓道 - 登山 - 応援団 - 新体操 | - 科学 - 報道 - 吹奏楽 - マンドリン - 美術 - 演劇 - 写真 - 煎華道 - 棋道 - 語学 - 百人一首 - 書道 |  |

## 学校行事
3学期制であり、4,9,1月に始業式、8,12,3月に終業式がある。試験に関しても、中間テストが年2回（5,10月）、期末テストが年2回（7,12月）、学年末テストが2月にある。これ以外にも、1,2年生を対象とした実力テストが年3回（6,11,2月）ある。
- 4月 - 入学式、対面式
- 5月 - 遠足、生徒総会
- 6月 - 東陵祭【文化祭】
- 7月 - 球技大会、保育介護実習、勉強合宿（3年）、夏季補講（1,2年）
- 8月 - 夏季補講（3年）、エンパワーメントプログラム（希望者のみ）、理系実験講座
- 9月 - 防災訓練、大学模擬授業（2年）
- 10月 - 文化教室、留学生交流会（1年）、体育大会、交通教室（2,3年）
- 11月 - 交通教室（1年）
- 12月 - 修学旅行（2年）、球技大会（1,2年）、冬季補講（3年）
- 1月 - ビブリオバトル
- 2月 - 東陵セミナー発表会、大学受験生報告会、百人一首大会、マラソン大会、生徒会長選挙
- 3月 - 卒業式

## 主な卒業生
- 赤坂正浩（神戸大学大学院法学研究科教授）
- 上杉京子（フリーライター／脚本家）
- 加賀谷恭子（フードコーディネーター）
- 加藤文（作家）
- 佐塚元章（元NHKラジオセンターアナウンサー）
- 寺尾克彦（福島放送元アナウンサー）
- 海野素央 (明治大学政治経済学部教授 / 心理学博士）
- NAOKI（LOVE PSYCHEDELICO）
- 長谷川さち子（ピアニスト）
- ピエール瀧（ミュージシャン・俳優）
- 風鈴丸（版画家）
- 本田裕一郎（流通経済大学付属柏高校サッカー部監督）
- 御宿至（彫刻家）
- 村田陽一（ジャズ・トロンボーン奏者）
- 吉沢実（リコーダー奏者）
- 丸山善康（Argument Soul）
- 河村友宏（映画監督）
- 弓あきら（ファションモデル）
- 田中章仁（ブラインドサッカー選手・東京パラリンピック2020出場）
- 高橋航太郎(水泳選手)
- 長沢孝至（テレビ番組ディレクター）

## アクセス
- しずてつジャストライン水梨東高線 ｢東高前｣停留所下車。